# Era geológica

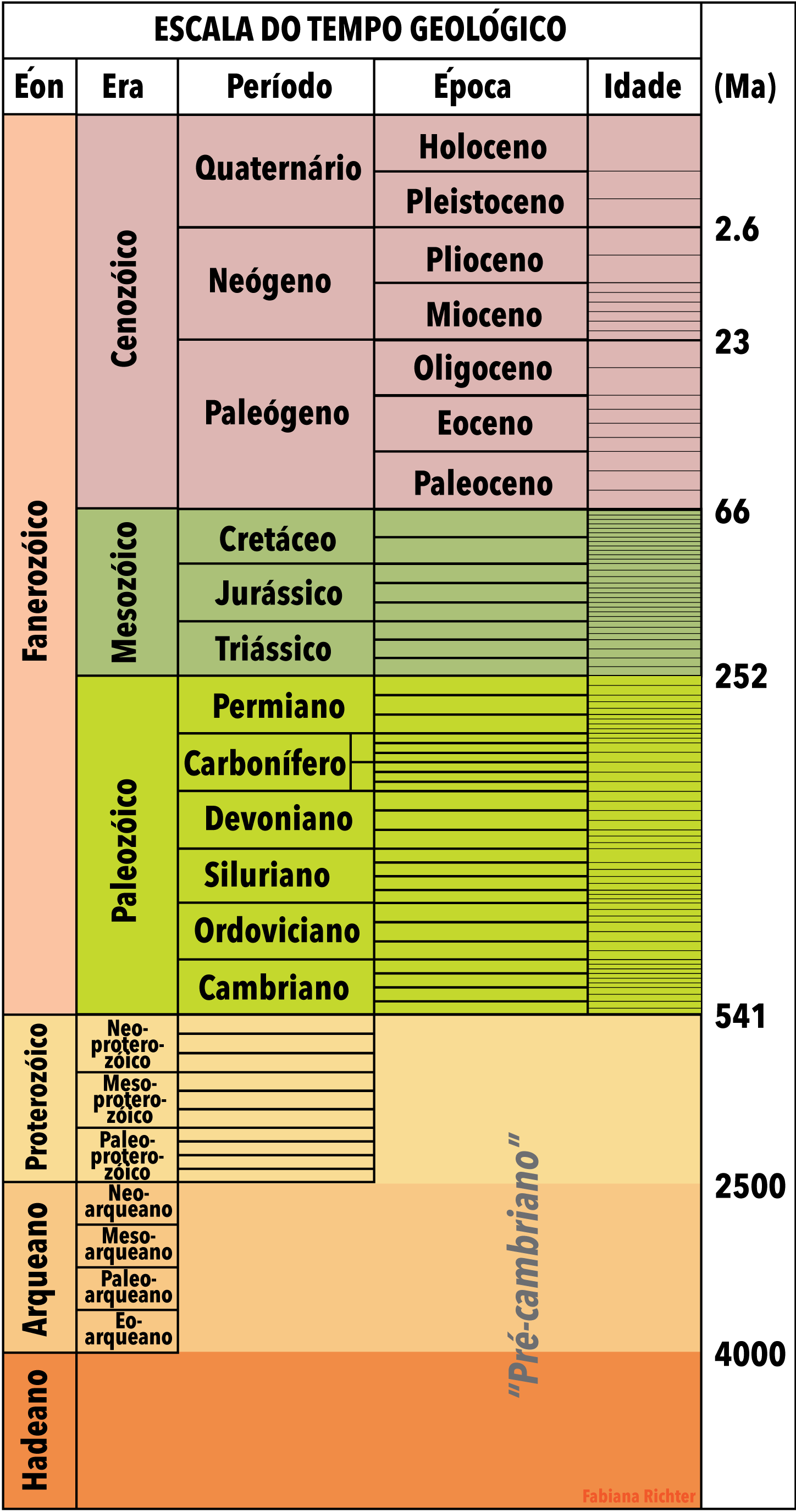
A escala de tempo geológico.

Uma era, em geologia, é uma subdivisão do tempo geológico que divide um eon em unidades menores de tempo. O Eon Fanerozoico é dividido em três desses intervalos de tempo: o Paleozoico, o Mesozoico e o Cenozoico (que significa "vida antiga", "vida média" e "vida recente") que representam os principais estágios no registro fóssil macroscópico. Essas eras são separadas por fronteiras de extinção catastróficas: a fronteira PT entre o Paleozoico e o Mesozoico, e a fronteira K-Pg entre o Mesozoico e o Cenozoico. Há evidências de que impactos catastróficos de meteoritos desempenharam um papel na demarcação das diferenças entre as eras.
As eras Hadeana, Arqueana e Proterozoica eram, como um todo, anteriormente chamadas de Pré-cambriano. Isso cobriu os quatro bilhões de anos da história da Terra antes do aparecimento dos animais de carapaça dura. Mais recentemente, no entanto, os éons do Arqueano e do Proterozoico foram subdivididos em eras próprias.
As eras geológicas são subdivididas em períodos geológicos, embora as eras arqueanas ainda não tenham sido subdivididas dessa forma.

## Lista de eras geológicas na história da Terra
| Eon          | Era                               | Duração                                                 |
| ------------ | --------------------------------- | ------------------------------------------------------- |
| Fanerozoico  | Cenozoico                         | Entre 66 milhões de anos e o presente                   |
| Fanerozoico  | Mesozoico                         | Entre 251,902 e 66 milhões de anos                      |
| Fanerozoico  | Paleozoico                        | Entre 541 e 251,902 milhões de anos                     |
| Proterozoico | Neoproterozoico                   | Entre 1000 e 541 milhões de anos                        |
| Proterozoico | Mesoproterozoico                  | Entre 1600 e 1000 milhões de anos                       |
| Proterozoico | Paleoproterozoico                 | Entre 2500 e 1600 milhões de anos                       |
| Arqueano     | Neoarquiano                       | Entre 2800 e 2500 milhões de anos                       |
| Arqueano     | Mesoarqueano                      | Entre 3200 e 2800 milhões de anos                       |
| Arqueano     | Paleoarqueano                     | Entre 3600 e 3200 milhões de anos                       |
| Arqueano     | Eoarqueano                        | Entre 4000 e 3600 milhões de anos                       |
| Hadeano      | não oficialmente dividido em eras | Desde a formação da Terra a 4570 e 4000 milhões de anos |